# Maicobabi
Maicobabi a veces escrito Maycobabi, es un pueblo semi abandonado del municipio de Aconchi ubicado en el centro del estado mexicano de Sonora, cercano al flujo del río Sonora. Según los datos del Censo de Población y Vivienda realizado en 2020 por el Instituto Nacional de Estadística y Geografía (INEGI), el pueblo tiene un total de 3 habitantes.

## Geografía
Maicobabi se sitúa en las coordenadas geográficas 29°48'24" de latitud norte y 110°07'43" de longitud oeste del meridiano de Greenwich, a una elevación de 766 metros sobre el nivel del mar.